# Gayle Ross
 (mai 2024).
Si vous disposez d'ouvrages ou d'articles de référence ou si vous connaissez des sites web de qualité traitant du thème abordé ici, merci de compléter l'article en donnant les références utiles à sa vérifiabilité et en les liant à la section « Notes et références ».
Ne doit pas être confondu avec Gaylen Ross.
Pour les articles homonymes, voir Ross.
Gayle Ross, est une actrice, réalisatrice et conteuse américaine, membre de la Nation Cherokee, descendante de John Ross, qui fut l'un des chefs des Cherokee durant la Trail of Tears (Piste des larmes). 
D'après les contes et histoires transmises par sa grand-mère, et son héritage amérindien, elle participe à plusieurs festivals de conteurs, à travers les États-Unis, le Canada et l'Europe. Considérée comme l'une des meilleures musiciennes et danseuses amérindiennes[réf. nécessaire], elle est fréquemment[réf. nécessaire] invitée dans des universités pour des conférences.

## Biographie
Étant l'arrière-arrière-arrière petite fille de John Ross, elle explique que le père de sa grand-mère était le plus jeune fils de John Ross. À 17 ans, en pleine guerre civile, il s'engage aux côtés de l'Union dans le bataillon cherokee « The Union Cherokee forces », et rassemble ainsi des témoignages de personnes ayant vécu la piste des larmes. C'est finalement sa cadette, qui s'intéresse le plus à cet héritage, et qui devient « l'historienne de la famille » comme Gayle le rapporte.

### Travail de conteuse
De par son statut de conteuse, Gayle Ross est fréquemment invitée dans des représentations publiques culturelles ou littéraires.
Le Conseil national des arts traditionnels, l'a incluse dans deux représentations pendant leur tournée « The Master Storyteller’s Tour » (La tournée du maître conteur) et le festival « From the Plains to the Pueblos » (Des plaines aux pueblos).
Peter Buffet l'a également incluse dans sa performance scénique épique 500 Nations basée sur la mini-série CBS produite par Kevin Costner.
Gayle a aussi produit et réalisé l'émission Full Circle, exclusivement avec des artistes amérindiens, où l'on voit notamment Bill Miller, musicien d'origine Mohicane, le chanteur et danseur Rob Greyhill, Jennifer Meness et le Great American Indian Dance Theater.
Gayle a été invitée par le Vice-Président Al Gore, à sa résidence, à l'occasion du gala A Taste of Tennessee, puis a été choisie par la Maison-Blanche sous le président Bill Clinton, comme l'unique porte-parole amérindien à la cérémonie en l'honneur du centre commercial « Millenium on the Mall »[réf. nécessaire], célébrée à Washington (district de Columbia) La première dame Laura Bush l'a également choisie pour l'ouverture du gala du National Book's Festival où elle a notamment partagé la scène avec Bob Schieffer et Julie Andrews.
Les histoires de Gayle ont ouvert les soirées de personnalités prestigieuses, telles que Maya Angelou, N. Scott Momaday et Alice Walker, aux côtés d'artistes amérindiens, tels que Rita Coolidge, Wes Studi, Kevin Locke et John Trudell[réf. nécessaire].
Autrice de cinq livres pour enfants, Gayle a également été intervenante dans des organisations telles que l'American Library Association, l'International Reading Association et l'International Board of Books for Young People[réf. nécessaire].
En 2009, elle apparaît dans le troisième épisode de la série télévisée documentaire American Experience, intitulé We Shall Remain: Part III - Trail of Tears.
Ses histoires ont été diffusées sur la Radio nationale publique dans des programmes tels que Living on the Earth et Mountain Stages.

## Filmographie

### En tant qu'actrice
- 1997 : Devil's Turf : Mary Wilson
- 1996 : A Silent Cry : Meredith Barnes
- 2009 : American Experience série télévisée - We Shall Remain: Part III - Trail of Tears : elle-même
- 2018 : Bearer of the Morning : La vie de Te Ata Thompson Fisher (documentaire) : elle-même

### Doublage
- 2001 : Timber Wolf - Scarlet Rose
- 2018 : Bearer of the Morning - Te Ata

### Réalisatrice
- 2008 : Our Spirits Don't Speak English : Indian Boarding School (documentaire) (co-réalisatrice)[2]